# Museologia
La Museologia (del grec μουσειόν = museión 'museu', lloc de les muses i λόγος = logos, raonament i parla) és una ciència que estudia els museus i altres centres patrimonials dedicats a la conservació, documentació, estudi, exhibició i difusió del patrimoni cultural, intentant definir teories sobre el seu funcionament intern i la seva funció dins la societat. Estudia la seva història, la seva influència en la societat, la seva finalitat, les tècniques de conservació i catalogació, definint com organitzar els museus, les col·leccions i com museïtzar el patrimoni cultural. És classificada amb el codi 5101.06 dins de la Llista d'especialitats 51 de la Nomenclatura de la UNESCO.

## Història
La museologia com a ciència està lligada als museus, els quals trobem ja a l'antiga Grècia. Però no és formulada com a disciplina científica fins a principis del segle xx. Tot i això, la museologia és considerada com una ciència incipient, encara en desenvolupament. Va néixer per intentar estructurar científicament els museus, ordenant tot el material contingut i fent possible una conservació i presentació sistematitzada de la col·lecció que permeti l'ensenyament a la població.
Les primeres teories museològiques ben definides van aparèixer a Alemanya poc després de finalitzar la primera Guerra Mundial. Aquests postulats definien als museus com a representants màxims de les nacionalitats.
Durant els anys 60 del segle xx els museus van esdevenir centres impulsors i motors culturals de les civilitzacions de postguerra d'occident. Un dels seus primers teòrics va ser Georges-Henri Rivière, llavors secretari general del Consell Internacional de Museus. Partint d'una concepció etnogràfica de la cultura, va intentar estructurar els estudis referents als museus i va definir, junt amb Hughes de Varine-Bohan la teoria del museu integral, museu global o ecomuseu, donant lloc a una nova concepció de la museologia com a tal, incorporant el museu dins la vida social i política.
El 1985 es va crear a Lisboa la Federació Internacional de Nova Museologia, intentant aplicar els nous conceptes museològics de Georges-Henri Rivière, promocionant museus petits, específics i educatius en contra dels grans museus nacionals del segle xix. Aquesta nova museologia donava més importància a la funció social del museu que a les seves funcions tradicionals, intentant convertir els museus en motors socials i culturals dels pobles on estaven ubicats.
A Catalunya, a principis dels anys 80 la Generalitat de Catalunya va organitzar els primers cursos de museologia com a tal. Posteriorment d'altres institucions van prendre el relleu.

## Consideració com a ciència
Existeix un debat obert sobre si la museologia és una disciplina científica o no i, si ho és, de quin tipus es tracta. Diverses teories cataloguen la museologia com una ciència social, d'altres com una ciència aplicada i d'altres com una ciència auxiliar de la història. D'altres la consideren una ciència independent. Així i tot, tots coincideixen en la seva interdisciplinarietat i que es troba en un estat de desenvolupament.
La museologia comparteix amb la resta de ciències l'anàlisi de la realitat, en el seu cas el museu, en tant que institució. Explica els seus orígens i prescriu com hauria de ser el seu futur, definint uns sistemes de treball per arribar als objectius definits. Es pot classificar en:
- Museologia general: És la seva vessant més teòrica, on s'estudia la història i la funció dels museus, això com els sistemes de gestió, conservació, investigació i difusió de continguts, siguin objectes o informació.
- Museologia especial: Analitza els diferents tipus de museus (arts, ciències, història...) i aplica les teories de la museologia general.
- Museologia aplicada: També coneguda com a museografia, és el conjunt de tècniques i pràctiques relatives al mateix funcionament d'un museu. Agrupa les tècniques de concepció i realització d'una exposició, entre altres aspectes.

## Elements d'estudi
La museologia estudia i analitza els diferents elements que formen part de la realitat museística. Inicialment, el primer factor que justificava i donava sentit als museus era la pròpia col·lecció, que la institució s'ocupava de conservar i mostrar. Amb el temps, el concepte de museu-contenidor, es va anar ampliant pel de servei cultural públic, i d'altres elements van anar incorporant-se als components essencials del museu. Aquests es poden resumir en: el públic, la planificació, el continent i el contingut.

### El públic
Un dels objectius de tot museu és mostrar la seva col·lecció i arribar al màxim de persones possibles, independentment del seu origen o nivell cultural. Durant el segle xviii i XIX el principal públic dels museus eren gent de l'aristocràcia i de la burgesia. Amb el temps el grup de gent es va ampliar a estudiosos, intel·lectuals i historiadors. No fou fins a la segona meitat del segle xx, amb l'arribada de la cultura de masses, que els museus van esdevenir centres oberts a la societat. A principis del segle xxi, amb l'arribada de les noves tecnologies i les xarxes socials, els museus s'han obert al seu públic, agafant presència a plataformes com Twitter, Facebook o la mateixa Viquipèdia.

### La planificació
Com tota organització, el museu ha de tenir uns objectius clars i ben definits. Aquests objectius sovint venen marcats per la política cultural de la seva àrea geogràfica d'influència i per les intencions del mateix equip gestor del museu. La museologia investiga sobre tots els temes relacionats amb la planificació del museu, com són l'adquisició i conservació d'obres d'art, la disposició física de les obres, la difusió educativa de la col·lecció o l'anàlisi de la relació públic-museu, entre molts d'altres aspectes.

### El continent

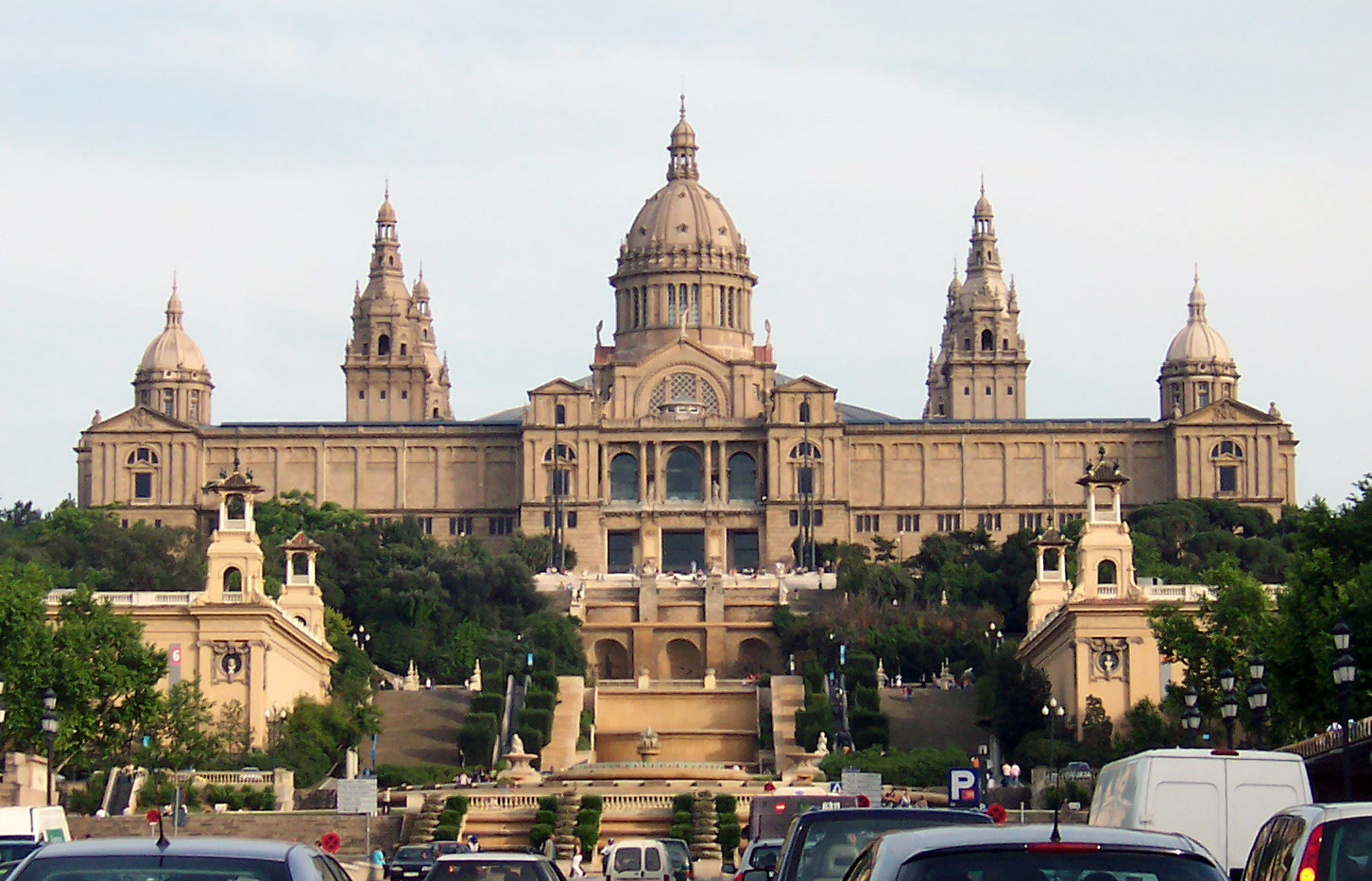
El Palau Nacional, seu del Mnac vist des de l'Avinguda de Maria Cristina

L'activitat del museu es troba lligada a la seva estructura arquitectònica. Els museus es troben sovint ubicats en edificis de vella planta, que presenten particularitats arquitectòniques que dificulten o influeixen en el discurs expositiu. En els museus de nova planta, en canvi, els edificis estan específicament dissenyats per a la mostra i exhibició, facilitant sovint la instal·lació de serveis complementaris (cafeteria, guarda-roba, accessos...). Aquests edificis, han de ser sobretot flexibles i extensibles, és a dir, han de permetre futures modificacions i/o ampliacions.
La ubicació del continent, sigui un edifici al centre de la ciutat o un espai a una zona rural, influirà sovint sobre la quantitat i el tipus de públic. Un exemple d'això és la ubicació del Museu Nacional d'Art de Catalunya, amb Montjuïc com a frontera natural, o els cinc palaus del carrer de Montcada que componen el Museu Picasso de Barcelona.

### El contingut
Normalment la col·lecció permanent d'un museu és només una petita mostra del seu fons. Aquesta mostra és sovint una selecció de les millors peces de la col·lecció o de les més representatives. Les peces, però, no només han de valdre per si mateixes si no que han de tenir un sentit en el context de l'exposició, han de mantenir certa relació amb la resta del material exposat. També han d'estar contextualitzades amb el món exterior.